# Raise Your Voice
Raise Your Voice er en amerikansk dramafilm, som blev udgivet i 2004. Den blev instrueret af Sean McNamara, og har Hilary Duff, Oliver James, David Keith og Dana Davis i hovedrollerne. 
Filmen handler om den 16 årige pige Terri (Hilary Duff), der har en fantastisk stemme. Hun drømmer om at komme på landets bedste musikskole i LA. Og få udviklet sin stemme der. Men det er hendes far i mod, da han mener hun er for ung.
Hendes bror, mor og tante vil gerne have hun skal på musikskole i Los Angeles. Men inden hun kommer på musikskolen, sker der en tragisk ting for hende og hendes familie, og chancen for at komme på musikskolen bliver formindsket. Men med lidt snyd sker det. Men det er ikke lige så let altid at passe ind... Terri får sig nogle gode venner, og en oplevelse for livet, men hvor længe kan hun leve på en løgn?

## Eksterne Henvisninger
- Raise Your Voice på Internet Movie Database (engelsk)
- Raise Your Voice på Filmdatabasen
- Raise Your Voice på Scope
- Raise Your Voice i Svensk Filmdatabas (svensk)
- Raise Your Voice på AlloCiné (fransk)
- Raise Your Voice på MovieMeter (nederlandsk)
- Raise Your Voice på AllMovie (engelsk)
- Raise Your Voice hos American Film Institute (engelsk)
- Raise Your Voice på Turner Classic Movies (engelsk)
- Raise Your Voice på The Movie Database (engelsk)